# Feld der Träume
Feld der Träume (Originaltitel: Field of Dreams) ist ein US-amerikanischer Spielfilm aus dem Jahr 1989, bei dem Phil Alden Robinson für Regie und Drehbuch verantwortlich war. Als Vorlage für den Film mit Kevin Costner in der Hauptrolle diente der 1982 erschienene Roman Shoeless Joe des kanadischen Schriftstellers W. P. Kinsella. Feld der Träume war 1990 für drei Oscars (bester Film, beste Musik, bestes adaptiertes Drehbuch) nominiert.

## Handlung
Ray Kinsella ist Maisfarmer und lebt gemeinsam mit seiner Frau Annie und seiner kleinen Tochter Karin in Iowa. Sein Leben verläuft in geregelten Bahnen, bis eines Tages, während er auf seinem Feld arbeitet, eine leise, mystische Stimme erklingt: „Wenn du es baust, werden sie kommen.“
Ray ist zunächst verwirrt, doch dann beginnt er, den Traum zu verwirklichen, den er selbst noch nicht versteht. Er pflügt den Mais kurz vor der Ernte unter und baut ein Baseballfeld mit Tribüne und Flutlicht. Dadurch schafft er einen magischen Ort, an dem Träume Wirklichkeit werden. Längst verstorbene Baseball-Stars kommen aus dem Rest des Maisfeldes und trainieren auf Rays Spielfeld. Alle Spieler waren 68 Jahre zuvor in einen Bestechungsskandal verwickelt, den Black Sox Skandal, und ihnen wurde daraufhin die Spielerlizenz entzogen, unter ihnen auch dem legendären „Shoeless Joe“ Jackson. Allerdings können zunächst nur Ray und seine Familie diese Spieler sehen. Daher erntet Ray für den Bau des Baseballfeldes viel Spott von Verwandten und Bekannten, ihm wird der finanzielle Ruin prophezeit.
Die geheimnisvolle Stimme meldet sich erneut und fordert Ray auf: „Lindere seinen Schmerz.“ Während einer Schulversammlung kommt Ray darauf, wen die Stimme mit „er“ meint: den Schriftsteller und Baseballfan Terence Mann, dessen Buch auf der Schulversammlung besprochen wird. Ray reist nach Boston und trifft dort auf den eigenbrötlerischen Terence Mann, der sich seit Jahren aus der Öffentlichkeit zurückgezogen und das Schreiben aufgegeben hat. Ray überredet Mann, zusammen ein Baseballspiel zu besuchen. Im Bostoner Baseballstadion Fenway Park sehen die beiden nach dem dritten Hinweis der mysteriösen Stimme („Geh an dein Ziel“) den Schriftzug „Archibald ‚Moonlight‘ Graham“ auf der Anzeigetafel. 
Terence entschließt sich, Ray bei der Suche nach „Moonlight Graham“ zu begleiten. Während Ray und Terence quer durch die Staaten unterwegs sind, steht Rays Farm kurz vor dem finanziellen Ruin. In Archibald Grahams kleinem Heimatort Chisholm in Minnesota angekommen, fragen sich Ray und Terence nach Doc „Moonlight“ Graham durch. Schnell stellen sie fest, dass der Doc bereits in den 1970er-Jahren verstorben ist. Enttäuscht sitzen sie in einem Motelzimmer. Während Terence mit seinem Vater telefoniert, verlässt Ray das Hotel, wird in das Jahr 1972 zurückversetzt und trifft auf der Hauptstraße den damals noch lebenden Doc Graham. Dieser bittet ihn in seine Praxis und erzählt ihm davon, dass er kurz davor war, ein berühmter Baseballspieler zu werden: 1922 absolvierte er sein erstes und einziges Spiel in der Major League Baseball, in dem er nicht einmal dazu kam, einen Schlag zu machen. Ansonsten spielte er nur in unteren Ligen und wurde schließlich Arzt. Ray will Doc überreden, nach Iowa mitzukommen, aber er lehnt ab.
Am nächsten Tag machen sich Ray und Terence auf zurück nach Iowa. An der Straße treffen sie auf einen jungen Anhalter. Es stellt sich heraus, dass es sich dabei um den ganz jungen Archie „Moonlight“ Graham handelt. Die beiden nehmen ihn nach Iowa mit, wo er in die dortige Mannschaft der Geister aufgenommen wird. Er macht hierbei auch den von ihm lang ersehnten Schlag.
Unterdessen kommt es auf der Tribüne zum Eklat zwischen Ray und Annies Bruder Mark, der die Hypothek auf die Farm gekauft hat. Terence Mann beobachtet in dieser Zeit die Spieler auf dem Feld, ebenso Karin, die auf der obersten Stufe der Tribüne sitzt und einen Hotdog isst. Plötzlich rät Terence Ray, die Farm und das Feld nicht zu verkaufen. „Ray, die Leute werden kommen. Sie werden nicht wissen, warum, aber sie werden kommen und Eintritt bezahlen, weil sie hier den Frieden finden, den sie vermissen…“. Mark hingegen kann die Spieler nicht sehen und hält die anderen Anwesenden zunehmend für verrückt. Er kann nicht verstehen, warum sein Schwager seine Familie für ein offensichtlich leeres Baseballfeld finanziell ruinieren möchte.
Es kommt zu einem Handgemenge zwischen Ray und Mark, bei dem Karin aus Versehen von der Tribüne stürzt. Sie liegt bewusst- und regungslos und ohne Atmung am Boden. Archie Graham steht vor der schweren Entscheidung, Baseballspieler zu bleiben oder dem Kind zu helfen. Er übertritt die Seitenlinie und der „alte“ Doc Graham erscheint. Er befreit Karin von einem verschluckten Hotdog-Stückchen und rettet ihr das Leben. Aber nun kann er nicht mehr zurück. Die Spieler beenden das Spiel und nehmen Doc Graham mit in das Feld. „Shoeless Joe“ lädt Terence Mann ein, ihn zu begleiten. Nach einem kurzen Wortwechsel mit Ray, der nicht verstehen kann, warum Terence und nicht er eingeladen wird, verschwindet Terence lachend und sich wie ein kleiner Junge freuend im Maisfeld. Offenbar hat er seine schriftstellerische Inspiration wiedergefunden.
„Shoeless Joe Jackson“ spricht nun zu Ray: „Wenn du es baust, wird er kommen“. Plötzlich sieht Ray einen Baseballspieler, der sich gerade umzieht. Ray erkennt in ihm John Kinsella – seinen verstorbenen Vater, zu dem er ein schlechtes Verhältnis hatte und der bereits ein älterer, vom Leben verbrauchter Mann war, als Ray geboren wurde. So jung, wie er hier am Feld erscheint, kannte Ray seinen Vater gar nicht. John beglückwünscht Ray zu dem tollen Spielfeld und dankt ihm, dass er dort spielen darf. Sie spielen zusammen eine Runde Baseball.
Während die beiden spielen, fährt die Kamera zurück und zieht den Blickwinkel über das Feld mit den Spielern Richtung Straße – dort sieht man eine schier endlose Autokolonne, die sich langsam in Richtung des Feldes bewegt.

## Produktionshintergrund
Der Film basiert auf dem Roman Shoeless Joe von W. P. Kinsella. Der Arbeitstitel des Filmes hatte den gleichen Titel, wurde später allerdings in den früheren Arbeitstitel des Romans Field of Dreams geändert. Der Romanautor Kinsella wurde auch der Namensgeber des Familiennamens der Hauptrolle. Schriftsteller Kinsella hatte sich bei den Recherchen zu seinen Roman von wahren Ereignissen aus der Baseball-Geschichte inspirieren, neben dem Black Sox Skandal 1919 gab es tatsächlich auch Archibald Wright Graham (1876–1965), der 1905 nur ein einziges Major-League-Spiel absolvierte, ansonsten in unteren Baseball-Ligen spielte und später ein sehr geschätzter Arzt einer Kleinstadt wurde. In Kinsellas Roman handelt es sich bei der Figur des zurückgezogen lebenden Schriftstellers um J. D. Salinger, der sich nach seinem literarischen Erfolg in den 1950er- und 1960er-Jahren aus dem öffentlichen Leben fernhielt. Salinger nahm die positiv gehaltene Darstellung von ihm in Kinsellas Roman zähneknirschend hin, drohte aber mit juristischen Schritten, falls man bei einer potenziellen Verfilmung von Shoeless Joe ihn darstellen würde. Daher entschieden sich die Filmemacher sicherheitshalber, statt Salinger den fiktiven Schriftsteller Terence Mann auftreten zu lassen.
Zunächst wurde die Hauptrolle des Ray Kinsella Tom Hanks angeboten, der die Rolle jedoch ablehnte. Für die Rolle des Doc wollte Regisseur Robinson einen großen alten Filmstar und fragte zunächst bei James Stewart an, der jedoch über seine Agentin ablehnte. Daraufhin wurde Burt Lancaster besetzt, der zu diesem Zeitpunkt bereits gesundheitlich angeschlagen war. Für Lancaster, der 1994 starb, wurde es die letzte Kinorolle. Dagegen war es für Gaby Hoffman, die Costners Filmtochter spielt, der erste Filmauftritt.
Die Filmemacher lassen bis heute bewusst geheim, wer die Stimme gesprochen hat, die John Kinsella dazu auffordert, „es“ zu bauen. Es wird darüber spekuliert, dass es die Stimme von Kevin Costner oder Ray Liotta sein könne, oder die von Ed Harris, der mit Hauptdarstellerin Amy Madigan verheiratet ist. Laut Regisseur Robinson habe er noch nicht gehört, dass jemand den richtigen Namen erraten habe.

## DrehortField of Dreams

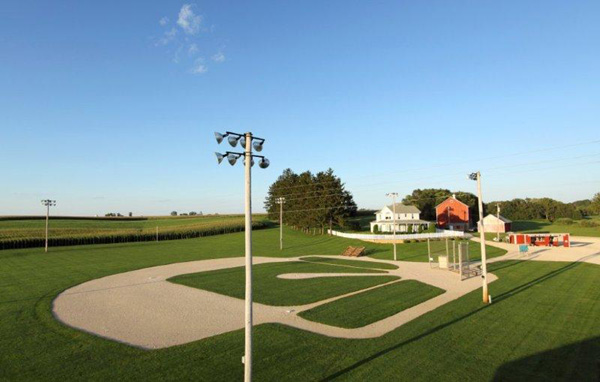
Field of Dreams im Jahr 2012

Für die Dreharbeiten errichtete Universal Pictures im Jahr 1988 ein tatsächliches Baseballfeld außerhalb von Dyersville, Iowa. Es entstand auf dem Gelände zweier Farmerfamilien, den Lansings und den Ameskamps. Nachdem die Dreharbeiten abgeschlossen waren, ließen sie das Baseballfeld stehen. Es wurde daraufhin zu einem Touristenmagnet. Ein zeitweiliger Streit der beiden Farmerfamilien, die rivalisierende Souvenirläden eröffneten, wurde 2007 durch den Verkauf des kompletten Geländes an die Familie Lansing beigelegt. Die Familie Lansing bot das Gelände im Jahr 2010 zum Verkauf an. Heute gehört es einer Investorengruppe namens Go the Distance.
Das Feld zieht Stand 2023 mehr als 100.000 Besucher jährlich an. Auf dem Gelände finden heute Unterhaltungsveranstaltungen statt, beispielsweise sind auch Kevin Costner & Modern West dort bereits aufgetreten. 2023 wurden Renovierungsarbeiten und der geplante Bau eines Jugendsportzentrums bekannt gegeben, die Gesamtausgaben belaufen sich auf rund 80 Millionen US-Dollar.
2021 wurde nahe dem Drehort auf dem MLB at Field of Dreams erstmals ein reguläres MBA-Spiel ausgetragen, wobei die Chicago White Sox die New York Yankees mit 9:8 besiegten. Das für den Film errichtete Spielfeld konnte nicht auf MLB-Spielstandard gebracht werden, ohne wichtige und aus dem Film bekannte Merkmale des Grundstücks dauerhaft zu verändern. Daher wurde beschlossen, in einer Entfernung von etwa 150 Metern in den Maisfeldern eine separate Spielanlage zu bauen. Das Design des Ballparks ist eine Hommage an die Heimat der White Sox von 1910 bis 1990, den Comiskey Park, einschließlich der Form des Außenfeldes und der Bullpens hinter dem Mittelfeldzaun. Die Wand des rechten Feldes wurde mit Fenstern versehen, um die Maisfelder jenseits des Parks zu zeigen und einen Blick auf die Filmkulisse zu ermöglichen.

## Soundtrack

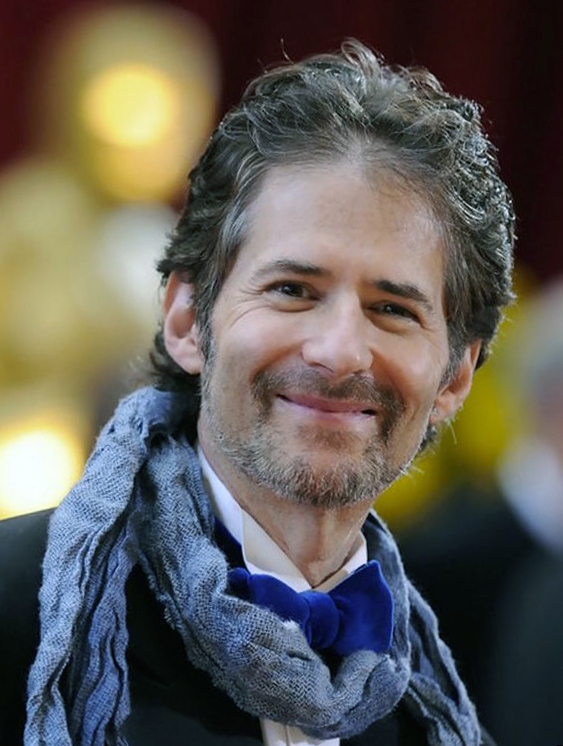
James Horner 2010

Am 25. Oktober 1990 erschien unter dem Label der BMG der von James Horner komponierte Soundtrack. Eine auf 5000 Exemplare limitierte Expanded Edition wurde am 7. Januar 2022 von La-La Land Records veröffentlicht.
| Nr. | Titel                            | Länge |
| 1   | The Cornfield                    | 5:34  |
| 2   | Deciding To Build The Field      | 5:51  |
| 3   | Shoeless Joe                     | 2:14  |
| 4   | The Timeless Street              | 2:38  |
| 5   | Old Ball Players                 | 2:44  |
| 6   | The Drive Home                   | 2:13  |
| 7   | Field Of Dreams                  | 3:30  |
| 8   | The Library                      | 2:29  |
| 9   | "Moonlight" Graham               | 2:03  |
| 10  | Night Mists                      | 4:19  |
| 11  | Doc's Memories                   | 3:17  |
| 12  | The Place Where Dreams Come True | 9:06  |
| 13  | End Credits                      | 4:07  |

| Disc 1: Expanded Original Soundtrack   | Disc 1: Expanded Original Soundtrack            | Disc 1: Expanded Original Soundtrack |
| -------------------------------------- | ----------------------------------------------- | ------------------------------------ |
| Nr.                                    | Titel                                           | Länge                                |
| 1.                                     | The Cornfield                                   | 5:36                                 |
| 2.                                     | The Voice At Night                              | 0:46                                 |
| 3.                                     | The Vision                                      | 1:25                                 |
| 4.                                     | Deciding To Build The Field (Film Version)      | 5:49                                 |
| 5.                                     | Man On Your Lawn                                | 0:19                                 |
| 6.                                     | Shoeless Joe                                    | 2:22                                 |
| 7.                                     | Night Mists (Film Version)                      | 3:18                                 |
| 8.                                     | Old Ball Players (Film Version)                 | 2:06                                 |
| 9.                                     | Dinner's Ready                                  | 2:10                                 |
| 10.                                    | The Voice                                       | 1:09                                 |
| 11.                                    | The Library                                     | 2:32                                 |
| 12.                                    | I Had The Same Dream                            | 0:33                                 |
| 13.                                    | “Moonlight” Graham                              | 2:07                                 |
| 14.                                    | Terence's Vision                                | 1:05                                 |
| 15.                                    | The Timeless Street                             | 2:41                                 |
| 16.                                    | I Play Baseball / I'm Archie                    | 0:40                                 |
| 17.                                    | The Drive Home                                  | 2:17                                 |
| 18.                                    | Rookies                                         | 0:28                                 |
| 19.                                    | Night Game                                      | 1:37                                 |
| 20.                                    | The Magic Hit                                   | 1:01                                 |
| 21.                                    | The Decision                                    | 2:41                                 |
| 22.                                    | Doc's Memories                                  | 3:21                                 |
| 23.                                    | The Place Where Dreams Come True                | 9:09                                 |
| 24.                                    | End Credits                                     | 4:12                                 |
| 25.                                    | ADDITIONAL MUSIC: Dinner's Ready (Utility Take) | 3:09                                 |
| 26.                                    | Deciding To Build The Field (Alternate)         | 5:51                                 |
| 27.                                    | Dinner's Ready / The Voice (Film Combo)         | 1:43                                 |
| Disc 2: Remastered Original Soundtrack |                                                 |                                      |
| 1.                                     | The Cornfield                                   | 5:37                                 |
| 2.                                     | Deciding To Build The Field                     | 5:54                                 |
| 3.                                     | Shoeless Joe                                    | 2:22                                 |
| 4.                                     | The Timeless Street                             | 2:41                                 |
| 5.                                     | Old Ball Players                                | 2:46                                 |
| 6.                                     | The Drive Home                                  | 2:17                                 |
| 7.                                     | Field Of Dreams                                 | 3:35                                 |
| 8.                                     | The Library                                     | 2:32                                 |
| 9.                                     | “Moonlight” Graham                              | 2:07                                 |
| 10.                                    | Night Mists                                     | 4:23                                 |
| 11.                                    | Doc's Memories                                  | 3:21                                 |
| 12.                                    | The Place Where Dreams Come True                | 9:09                                 |
| 13.                                    | End Credits                                     | 4:11                                 |

## Popkulturelle Rezeption
- In der Fernsehserie How I Met Your Mother wird auf diesen Film angespielt. (Staffel 2, Folge 4 mit dem Titel „Ted Mosby, Architekt“)
- Die Folge Der letzte Versuch aus der achten Staffel der Fernsehserie Eine schrecklich nette Familie parodiert diesen Film. Die Folge Marcys Schuss in den Ofen aus derselben Staffel heißt im Original Field of Screams und spielt damit auf den Titel dieses Films an.
- In dem 2001 erschienenen Film So High wird eine Szene in veränderter Darstellung gezeigt.
- Am 12. August 2021 spielte die Major League Baseball das Spiel „MLB at Field of Dreams“ in einem eigens für das Spiel errichteten Stadion, direkt neben dem ehemaligen Filmset von 1989.
- Ford brachte einen Werbespot für den Ford Mustang 2005 heraus, der Teile des Films zitierte. Der Farmer baut eine Rennstrecke in sein Maisfeld, stellt seinen Ford Mustang an den Start und ein digital in den Film gerenderter Steve McQueen tritt zu den Klängen der Filmmusik aus Bullitt aus dem Maisfeld.

## Kritiken
- Heyne Filmjahrbuch 1990: Eine hervorragende, zitatenreiche Komödie mit sozialem Anstrich.
- film-dienst 18/1989: Überzeugend gespieltes, im Hollywood-Stil inszeniertes zeitgemäßes Kino der Gefühle und Sehnsüchte. Das Spielfeld steht als Metapher für die Begegnung mit eigenen Träumen und der Vergangenheit, die nochmals lebendig und veränderbar wird. Märchenhafte Unterhaltung mit Tiefgang.

## Auszeichnungen
- drei Nominierungen bei der Oscarverleihung 1990 für den Besten Film, das Beste adaptierte Drehbuch und die Beste Filmmusik
- eine Nominierung bei den Hochi Film Awards 1990 als Bester fremdsprachiger Film
- eine Nominierung bei den Grammy Awards 1990 für die Beste Filmmusik von James Horner
- „If you build it, he will come.“ („Wenn du es baust, wird er kommen.“) wurde auf Platz 39 der besten Filmzitate des amerikanischen Films durch das American Film Institute gewählt.
- Der Film wurde auf Platz 28 der inspirierendsten amerikanischen Filme und auf Platz 6 der besten amerikanischen Fantasyfilme durch das American Film Institute gewählt.
- 2017 wurde Feld der Träume in das National Film Registry aufgenommen.